# (4625) Shchedrin
(4625) Shchedrin (1982 UG6) – planetoida z pasa głównego asteroid okrążająca Słońce w ciągu 4,21 lat w średniej odległości 2,6 j.a. Odkryta 20 października 1982 roku.